# یواس‌اس ارایات (آی‌ایکس-۱۳۴)
یواس‌اس ارایات (آی‌ایکس-۱۳۴) (به انگلیسی: USS Arayat (IX-134)) یک کشتی بود که طول آن 431' 1" بود. این کشتی در سال ۱۹۱۸ ساخته شد.